# Oenothera tubifera
Oenothera tubifera är en dunörtsväxtart. Oenothera tubifera ingår i släktet nattljussläktet, och familjen dunörtsväxter.

## Underarter
Arten delas in i följande underarter:
- O. t. macrocarpa
- O. t. tubifera